# 321. Infanterie-Division (Wehrmacht)
Die 321. Infanterie-Division war ein Großverband des Heeres der deutschen Wehrmacht im Zweiten Weltkrieg.

## Geschichte

### Aufstellung
Die 321. Infanterie-Division wurde am 16. Dezember 1940 als bodenständige Division der 13. Aufstellungswelle im Wehrkreis XI in Braunschweig aufgestellt. Sie setzte sich aus Einheiten der 295. und 267. Infanterie-Division zusammen.

### Besatzungstruppe Frankreich
Die Division war zunächst Besatzungstruppe in Frankreich eingesetzt. 

### Verlegung an die Ostfront
Am 21. Oktober 1942 erhielt sie den Status einer Angriffs-Division und wurde 1943 an die Ostfront zur Heeresgruppe Mitte verlegt. Dort unterstand sie der 9. Armee und kämpfte bei Schisdra, Brjansk und Rogatschew. 

### Auflösung
Am 2. November 1943 wurde die 321. Infanterie-Division aufgelöst.

## Kommandeure
| Dienstzeit                              | Dienstgrad                          | Name            |
| --------------------------------------- | ----------------------------------- | --------------- |
| 15. Dezember 1940 bis 16. November 1942 | Generalleutnant                     | Ludwig Löweneck |
| 16. November 1942 bis 22. August 1943   | Generalleutnant                     | Wilhelm Thomas  |
| 22. August bis 23. September 1943       | Oberst (mit der Führung beauftragt) | Karl Sievers    |
| 23. September 1943 bis unbekannt        | Generalmajor                        | Georg Zwade     |

## Gliederung
- Infanterie-Regiment 588
- Infanterie-Regiment 589
- Infanterie-Regiment 590
- Artillerie-Regiment 321
- Pionier-Bataillon 321
- Feldersatz-Bataillon 321
- Panzerjäger-Abteilung 321
- Aufklärungs-Abteilung 321
- Nachrichten-Abteilung 321
- Nachschubführer 321